# خطوة حجة (بكيل المير)

تعديل مصدري - تعديل

خطوة حجة هي إحدى قرى عزلة صبران بمديرية بكيل المير التابعة لمحافظة حجة، بلغ تعداد سكانها 55 نسمة حسب تعداد اليمن لعام 2004.